# Rosa barbeyi
Rosa barbeyi es una especie de planta del género Rosa, de la familia Rosaceae.

## Taxonomía
Rosa barbeyi fue descrita por Boulenger en 1933.

## Distribución
Se encuentra en el territorio de Yemen.